# Pristigasteridae

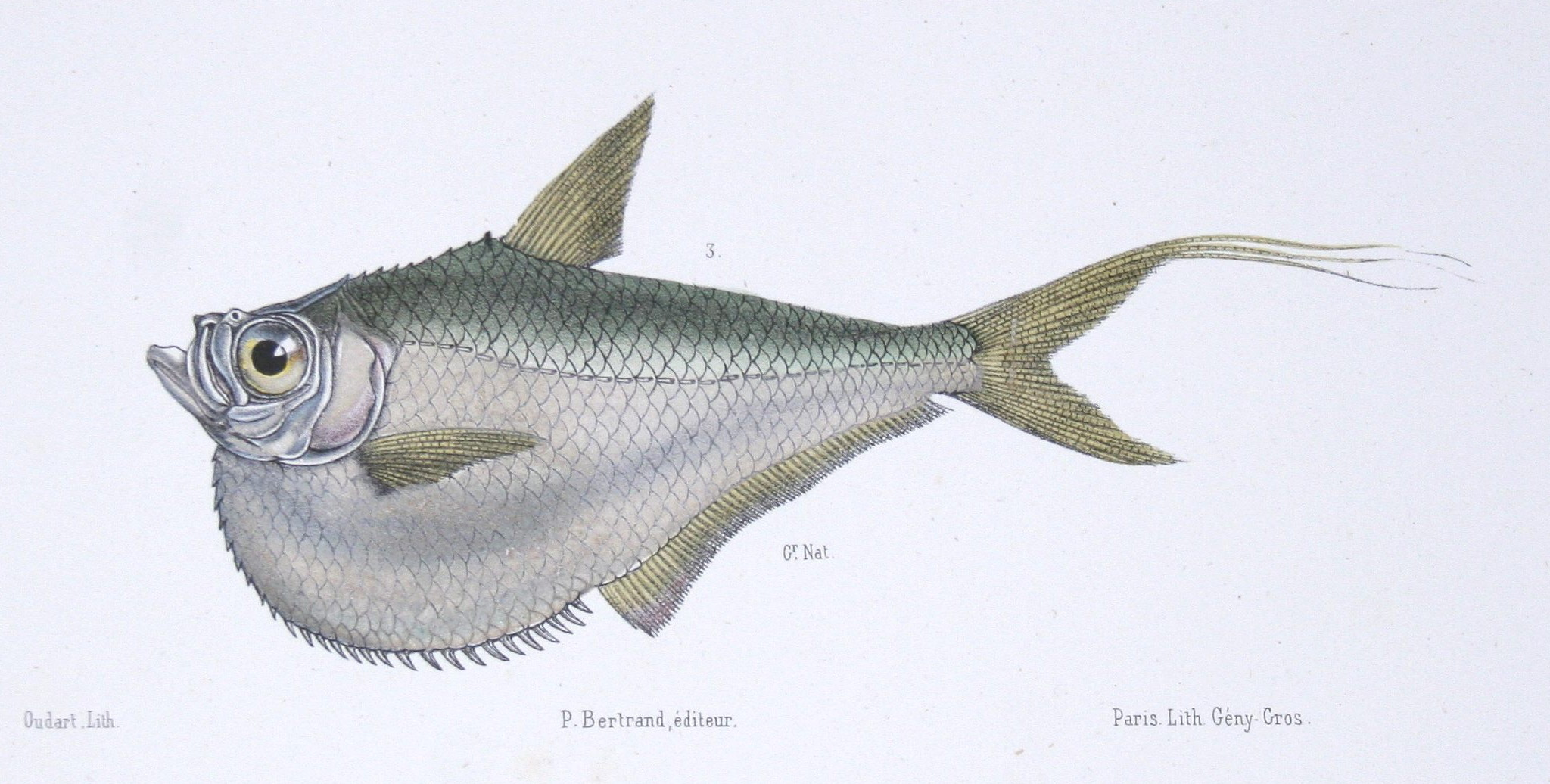
Pristigaster cayana

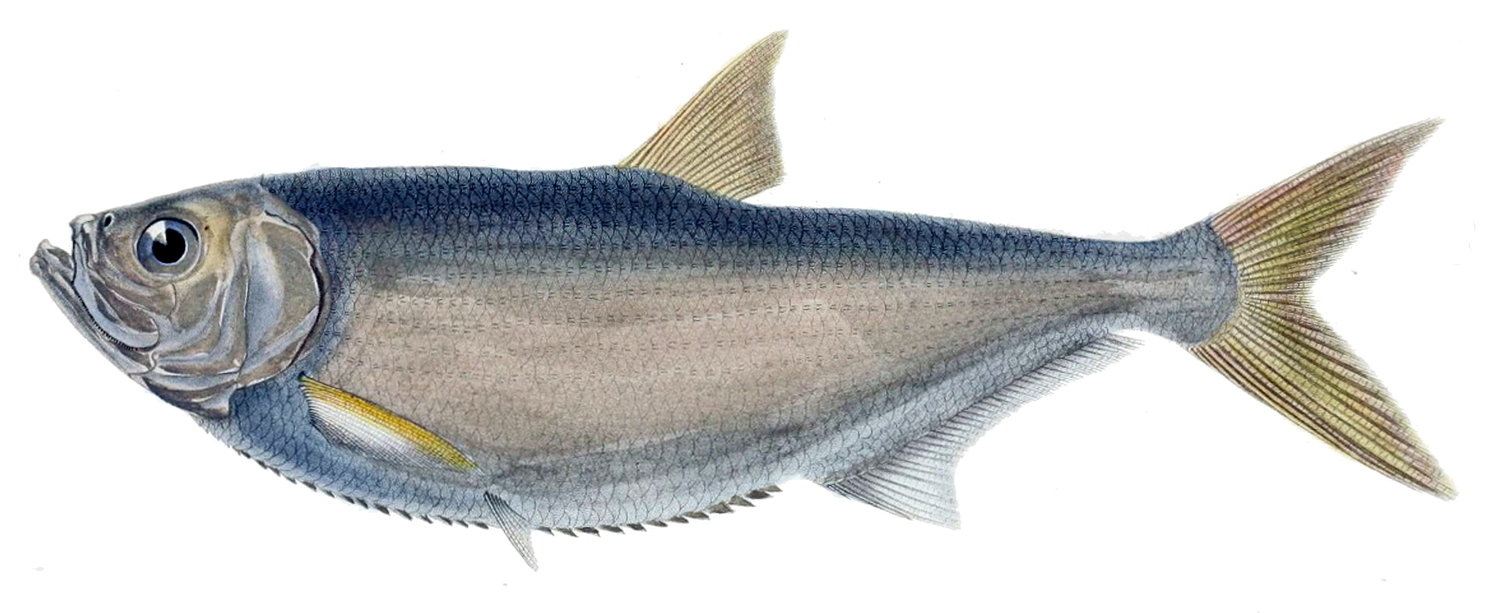
Pellona flavipinnis

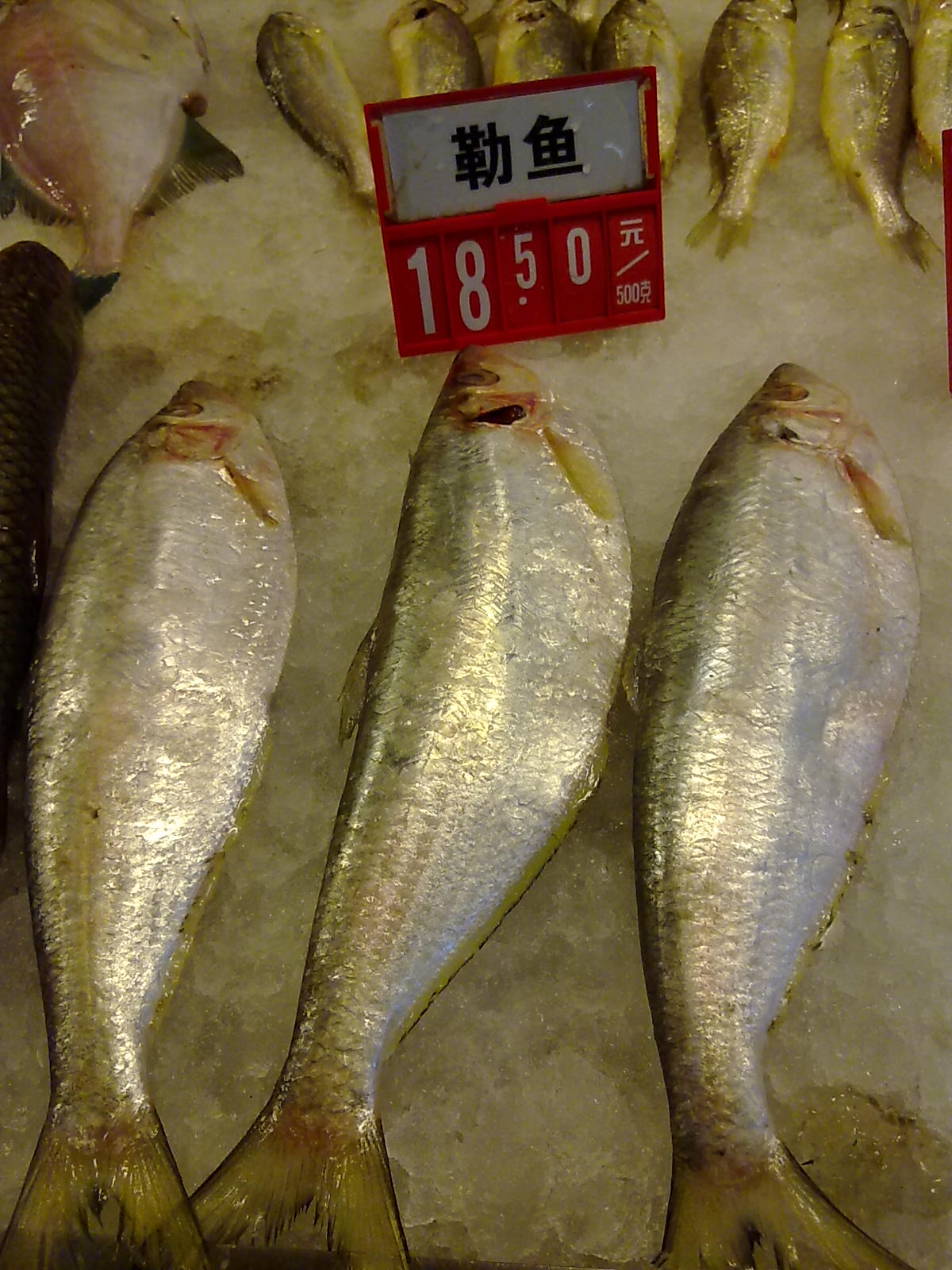
Ilisha elongata

I Pristigasteridae sono una famiglia di pesci ossei marini e d'acqua dolce appartenenti all'ordine Clupeiformes.

## Distribuzione e habitat
I Pristigasteridae sono presenti in tutti gli oceani tropicali e nelle acque interne dell'America meridionale e dell'Asia sudorientale.

## Descrizione
Sono abbastanza simili ai Clupeidae da cui si distinguono per la pinna anale assai lunga e per le pinne ventrali molto ridotte e posizionate anteriormente all'estremità delle pinne pettorali.
Pellona castelnaeana raggiunge 80 cm di lunghezza ed è la specie di maggiori dimensioni.

## Specie
- Genere Chirocentrodon
  - Chirocentrodon bleekerianus
- Genere Ilisha
  - Ilisha africana
  - Ilisha amazonica
  - Ilisha compressa
  - Ilisha elongata
  - Ilisha filigera
  - Ilisha fuerthii
  - Ilisha kampeni
  - Ilisha lunula
  - Ilisha macrogaster
  - Ilisha megaloptera
  - Ilisha melastoma
  - Ilisha novacula
  - Ilisha obfuscata
  - Ilisha pristigastroides
  - Ilisha sirishai
  - Ilisha striatula
- Genere Neoopisthopterus
  - Neoopisthopterus cubanus
  - Neoopisthopterus tropicus
- Genere Odontognathus
  - Odontognathus compressus
  - Odontognathus mucronatus
  - Odontognathus panamensis
- Genere Opisthopterus
  - Opisthopterus dovii
  - Opisthopterus effulgens
  - Opisthopterus equatorialis
  - Opisthopterus macrops
  - Opisthopterus tardoore
  - Opisthopterus valenciennesi
- Genere Pellona
  - Pellona altamazonica
  - Pellona castelnaeana
  - Pellona dayi
  - Pellona ditchela
  - Pellona flavipinnis
  - Pellona harroweri
- Genere Pliosteostoma
  - Pliosteostoma lutipinnis
- Genere Pristigaster
  - Pristigaster cayana
  - Pristigaster whiteheadi
- Genere Raconda
  - Raconda russeliana[2]